# Stazione di Barile
Stazione di Barile vasútállomás Olaszországban, Barile településen.

## Vasútvonalak
Az állomást az alábbi vasútvonalak érintik:
- Foggia-Potenza-vasútvonal

## Kapcsolódó állomások
A vasútállomáshoz az alábbi állomások vannak a legközelebb:
- Stazione di Rionero-Atella-Ripacandida
- Stazione di Melfi